# Адольф Жозеф Каркассонн
Адольф Жозеф Каркассонн (фр. Adolphe Joseph Carcassonne, 15 березня 1826 — 22 вересня 1891) — французький поет і драматург. Друг Гастона Кремьє, він керував першою комуною свого рідного Марселя (1870).
Його основні твори:
- Premières Lueurs, збірка віршів (1852)
- Le Jugement de Déea, опера в чотирьох актах (1860)
- La Fille du Franc-Juge, драма в чотирьох актах у віршах (1861)
- Le Siège de Marseilles, драма в п'яти актах (1862)
- La Fête de Molière, одноактна п'єса (1863)
- Gouttes d'Eau, збірка віршів (1869)
- La Leçon de Géographie, ельзаська легенда у віршах, присвячена пам'яті 1871 року (1878)
- Théâtre d'Enfants, короткі комедії у віршах (1878)
- Molière et la Médecine (1878)
- Théâtre d'Adolescents (1880)
- Pièces à Dire (1881)
- Scènes à Deux, збірка п'єс для молодих аматорів
- Nouvelles Pièces à Dire (1884)
- République Enfantine, короткі п'єси у віршах (1885)
- Mariage de Fleurs (1886)
- Théâtre de Jeunes Filles, збірка п'єс для молодих дівчат (1887)